# Abbaye de la Sainte-Trinité de Tiron
Pour les articles homonymes, voir Abbaye de la Sainte-Trinité et Tiron.
Pour un article plus général, voir Abbayes et prieurés de l'ordre de Tiron.
L'abbaye de la Sainte-Trinité de Tiron est un ancien établissement monastique qui se dresse sur le territoire de la commune française de Thiron-Gardais dans le département d'Eure-et-Loir en région Centre-Val de Loire. De l'abbaye, haut lieu de spiritualité, essaimèrent vingt-deux abbayes et plus d'une centaine de prieurés en France, en Écosse, en Angleterre et en Irlande. Ce rayonnement fut tel qu'on parla de l'ordre de Tiron.

## Localisation
L'abbaye est située sur la commune de Thiron-Gardais, dans le Perche, dans le département français d'Eure-et-Loir.

## Historique

### Fondation du monastère

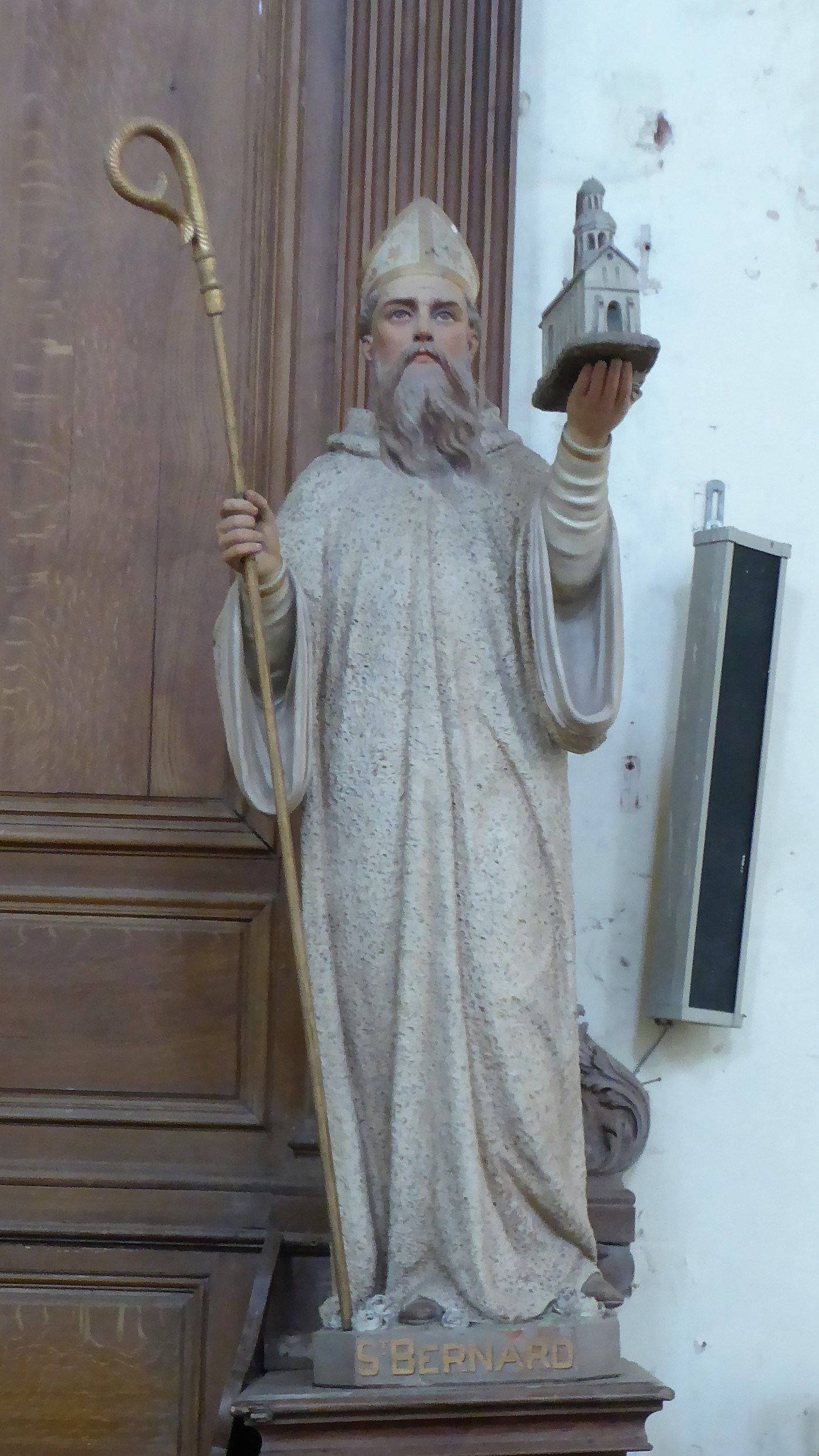
Statue de saint Bernard de Tiron (XIXe siècle), église abbatiale de Thiron-Gardais.

Le fondateur du monastère de Tiron, saint Bernard de Ponthieu, né près d’Abbeville dans l'actuel département de la Somme vers 1050, fut d’abord moine bénédictin dans le Poitou, prieur de abbaye de Saint-Savin-sur-Gartempe, puis abbé de Saint-Cyprien de Poitiers en 1100. À la suite de longs démêlés avec les moines de l'ordre de Cluny, il résigna sa charge et, avec la permission du pape, vécut en ermite dans les solitudes de la Mayenne et de la Bretagne.
Il vint ensuite dans le Perche, dont le comte était Rotrou III le Grand. Ce prince lui offrit d’abord Arcisses, dans l'ancienne commune de Brunelles, mais la donation fut révoquée par sa mère, qui défendait les moines clunisiens de l’abbaye Saint-Denis de Nogent-le-Rotrou.
Alors Rotrou III lui donna un lieu inculte en pleine forêt, à peu de distance du bourg actuel de Thiron. C’est là que saint Bernard édifia un monastère primitif où il célébra pour la première fois la messe le jour de Pâques 1109, avec l’évêque Yves de Chartres. Une chapelle dédiée à sainte Anne, proche de l’étang du même nom, marque aujourd’hui cet emplacement.
Des difficultés s’étant élevées avec les moines de Nogent, saint Bernard abandonna son monastère de Sainte-Anne et, avec l’autorisation de l’évêque saint Yves, vint se fixer sur la paroisse de Gardais, dépendant du chapitre de Chartres, là où s’élève actuellement Thiron (1114).
De nombreux disciples et artisans vont rejoindre Bernard pour la construction de son abbaye dans le Perche. À peine l'abbaye fut-elle construite qu'elle fut mise sous protection royale, ce qui lui octroyait de nombreux privilèges des rois Louis VI le Gros puis de son fils, Louis VII le Jeune qui fit un pèlerinage à l'abbaye de Thiron en 1130, de Henri Ier Beauclerc d’Angleterre et de David Ier d’Écosse.

### L'ordre de Tiron
De cette communauté naissante, les moines de Tiron vont très vite se répartir sur l'ensemble du royaume de France, en Angleterre et en Écosse pour construire abbayes et prieurés, ou pour diriger les nombreuses donations foncières faites à l'ordre de Tiron.
De cette époque médiévale, il ne reste à Thiron que l’église abbatiale. La sobriété du décor architectural montre bien l’esprit de Saint-Bernard, plus austère que celui de la règle de saint Benoît dont il s’inspirait.
Les disciples de saint Bernard de Tiron se différenciaient des autres bénédictins par leur robe gris fumée, à longs poils. Ils s’adonnaient à la prière et à toutes sortes de travaux manuels. C’est à eux que l’on doit le défrichement et la mise en culture de cette partie du Perche, la création de l’étang de Thiron, de celui de Sainte-Anne, de celui des Aulnaies, asséché en 1842 et dont la route de Thiron à Combres emprunte la levée.

### L’abbaye de Tiron fonda-t-elle une école?
En étudiant de près les grands portails du XIIe siècle dans les limites des diocèses de Sens, Paris et Chartres, Mayeux[Qui ?] signale dans les statues des caractères identiques et très bien déterminés ; d'où il conclut qu'il s'est développé dans cette province, de 1130 à 1160, une véritable école, digne d'être appelée l'école du XIIe siècle, et que ces portails ont été créés par des sculpteurs sortis vraisemblablement d'un même groupement, peut-être même par un seul artiste.
Des villes mentionnées dans cette étude, trois faisaient partie de l'ancien diocèse de Sens Provins, Étampes et Saint-Loup du Naud. La métropole de Sens n'a pu entrer dans cette classification, car les statues de son portail ont été brisées. Le créateur de cette école serait saint Bernard, abbé de Tiron, au diocèse de Chartres. Il avait fondé ce monastère grâce à la protection du grand Yves, évêque de cette ville et il y avait attiré « des ouvriers tant en bois qu'en fer, des sculpteurs et des orfèvres, des peintres, des maçons et d'autres artisans habiles en tout genre »[réf. nécessaire]. Ce fut Thibaut II, comte de Champagne, de Blois et de Chartres, qui appela dans cette dernière ville les moines de Tiron pour travailler à la cathédrale.

### Abbaye royale
À la mort de saint Bernard, le 14 avril 1117, la nouvelle abbaye était devenue royale par suite de la sauvegarde que lui avait accordée le roi de France Louis VI le Gros, ce qui l’obligeait à recevoir comme frères laïcs des anciens soldats invalides.
Elle possédait déjà les prieurés de Saint Dogmaels fondé en 1113 au pays de Galles, Saint-Jean-Saint-Paul de Bouche-d’Aigre fondé en 1114 dans la commune de Romilly-sur-Aigre et Notre-Dame d’Yron fondé en 1115 à Cloyes-sur-le-Loir.
En 1170, sur un terrain concédé en 1150 par Alain, fils de Jourdain, sénéchal de Dol, au retour d'une croisade, quatre moines de l'abbaye y fondent ce qui va devenir l'abbaye Notre-Dame du Tronchet, avec la bénédiction de Hugues, archevêque de Dol (1156-1162) et des Bulles du pape Alexandre III, confirmant cette possession.
Le 18 décembre 1461, Louis XI octroya sa sauvegarde royale à l'abbaye de la Saint-Trinité de Tiron. De plus, le 27 décembre 1469, par ses lettres patentes, il confirma les privilèges de l'abbaye octroyés par ses prédécesseurs.

### Liste des abbés

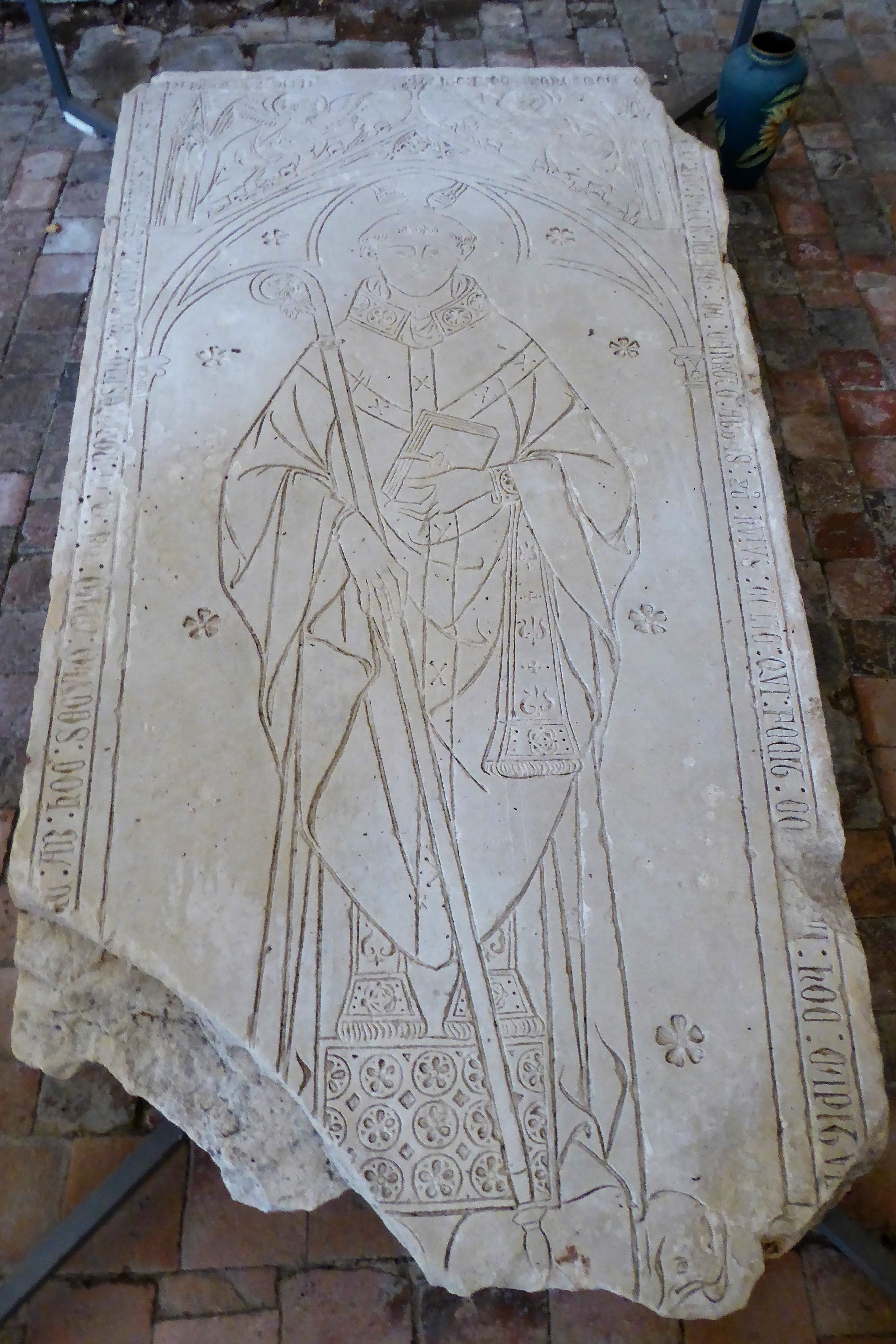
Dalle funéraire de de Chartres,.

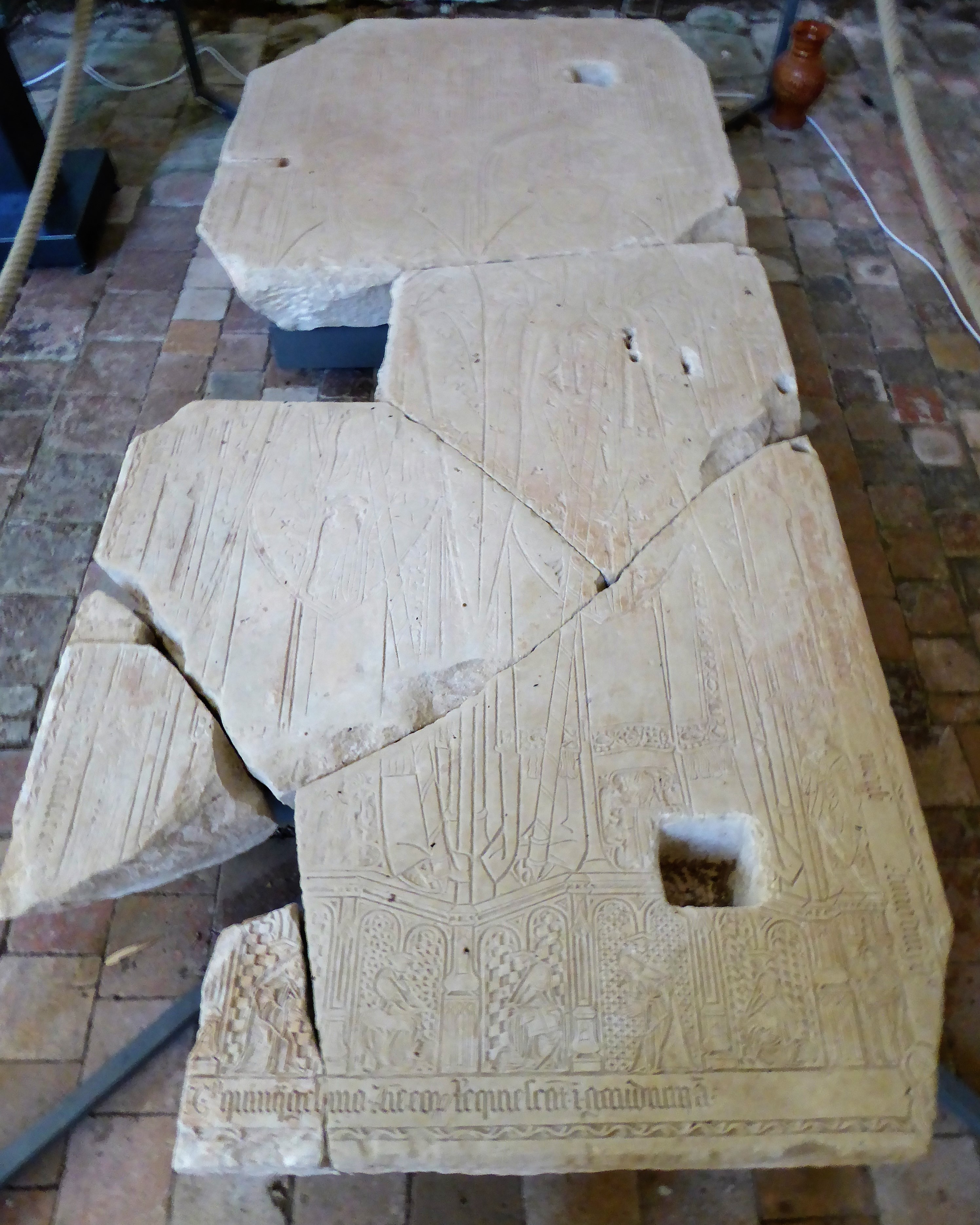
Dalle funéraire des abbés Guillaume et Lionel Grimault,.

#### Abbés titulaires
Les successeurs de saint Bernard furent :
- Hugues (1116-1119),
- Guillaume Ier (1119-1147),
- Étienne Ier (1147-1164),
- Jean Ier (1164-1173),
- Gauthier (1173-1178 ou 1179),
- Lambert (1178-1179 ou 1200),
- Robert Ier (1200-1201),
- Hervé (1201-1205),
- Geoffroy Ier (1205-1218),
- Dreux(1218-1220),
- Gervais (1220-1252),
- Étienne II (1252-1273),
- Jean II de Chartres (1273-1297). Ce dernier, qui était un grand seigneur et qu’un tableau représentait à la cathédrale Notre-Dame de Chartres précédé de six clercs, la baguette levée, fit reconstruire une grande partie du monastère. En particulier, un vaste chapitre parallèle au chevet de l’église, dans lequel il fut inhumé. Sa pierre tombale, retrouvée en 1840, est érigée actuellement au bas de l’église et sa crosse est conservée au musée des Beaux-Arts de Chartres. Il visita Thomas, abbé de l'abbaye Notre-Dame du Tronchet dans les années 1282-1294. Il vivait encore en 1297[8]
- Simon (1297-1313),
- Robert II Coupel (1313-1315),
- Nicolas (1315-1338),
- Henri Ier  des jardins (1338-1354), dont la pierre tombale, retrouvée en 1869, a servi d’évier à la maison Chevallier,
- Jean III (1354-1383),
- Étienne II (1382-1387),
- Pierre Tersal (1387-1414),
- Robert III, dit « le Dauphin » (1414-1421),
- Yves de Kerbout (1421-1426),
- Michel Houssard (1426-1431). C’est sous le règne de cet abbé, le 13 juin 1428, que Thomas Montagu, comte de Salisbury, général en chef des troupes anglaises, allant mettre le siège devant Orléans, rançonna l’abbaye, l’incendia et en emmena tout le bétail.
- Guillaume Grimault (1431-1453), puis son neveu.
- Lionel Grimault (1453-1498)[9], réparèrent l’abbaye et bâtirent à leurs frais le magnifique chœur gothique qui subsista jusqu’en 1817. Par reconnaissance, ils furent inhumés sous une commune pierre tombale à l’entrée de ce chœur qu’ils venaient de faire construire, à l’emplacement du maître-autel actuel. Cette double pierre tombale, relevée en 1817, est aujourd'hui présentée à côté de celle de Jean II. Aux Grimault, succédèrent:
- Louis Ier de Crevant (1498-1501), puis son cousin
- Louis II de Crevant (1501-1549), et enfin
- Geoffroy II Laubier (1549-1550 ou 1551).

À cette époque, l’abbaye de Tiron comptait treize abbayes suffragantes, dont cinq en Angleterre, et quarante-neuf prieurés en France.

#### Abbés commendataires
À partir de ce moment, l’abbaye de Tiron fut donnée par le roi de France en bénéfice à des personnages étrangers à la congrégation de Saint-Bernard, souvent même laïcs. Les abbés commendataires percevaient à leur profit les deux tiers des revenus et laissaient la direction religieuse à un prieur.
- Les abbés commendataires furent d’abord le cardinal Jean du Bellay (1551-1561) et Hippolyte d’Este, cardinal de Ferrare (1561-1563).

Le 19 mars 1562, 3 000 cavaliers allemands, à la solde des Huguenots, fondent sur l’abbaye, massacrent trois religieux, profanent l’église, brisent les vitraux et les statues et, pendant trois jours, pillent tout, enlevant les objets d’art, mobilier, linge, bestiaux et provisions.
- Charles de Ronsard, frère du poète (1563-1575)[10] et René de Laubier (1575-1578), essayèrent de restaurer l’abbaye, mais le cardinal René de Birague (1578-1582), et surtout le poète Philippe Desportes (1582-1606), n’eurent d’autre préoccupation que d’empocher les revenus.

Le 6 février 1591, un corps de 500 Suisses, à la solde d’Henri, roi de Navarre, pilla l’abbaye en se rendant de Beaumont à Chartres, en sorte que le monastère était dans l’état le plus lamentable à la nomination d’Henri de Bourbon-Verneuil.

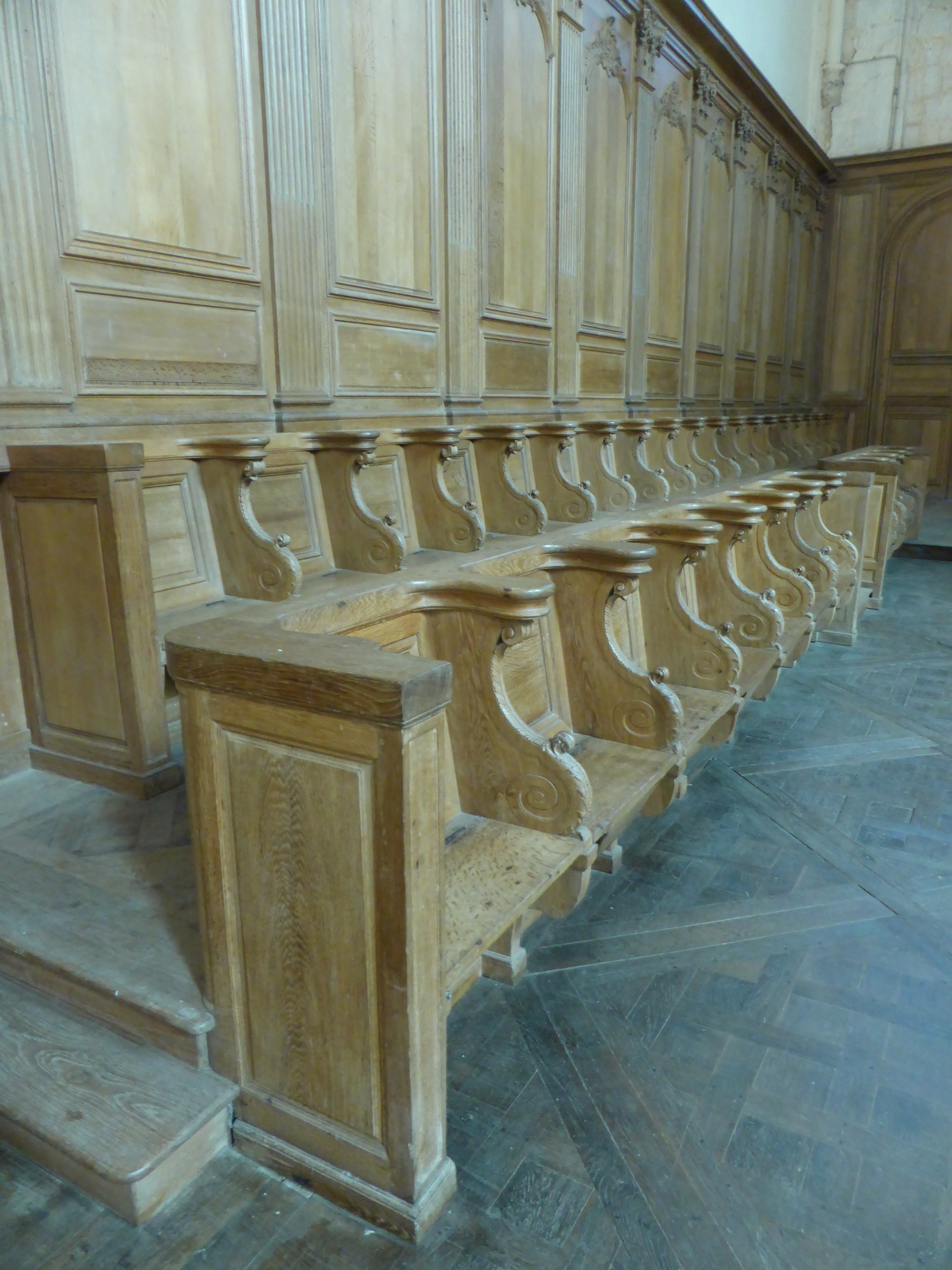
Stalles du chœur,.

- Celui-ci, fils naturel d’Henri IV et d’Henriette d’Entragues, dame de Vaupillon et marquise de Verneuil, voulut remettre de l’ordre et appliquer l’ordonnance de Charles IX fondant un collège à Tiron (1560).
- Après la retraite du duc de Bourbon, qui démissionna à 69 ans pour se marier, Jean-Casimir Vasa, roi de Pologne (1670-1672), et Philippe de Lorraine d’Harcourt (1672-1702) ne s’occupèrent guère de l’abbaye ni du collège.

L’abbé Charles-Irénée Castel de Saint-Pierre (1703-1743) fit installer des boiseries et des stalles pour l’avant-chœur où se tenaient les élèves (chœur actuel), grâce à un don d'Élisabeth-Charlotte de Bavière, duchesse d’Orléans née princesse Palatine, dont il était l’aumônier. Elles furent sculptées par Baptiste Mauté, menuisier des bâtiments du Roi, et posées en 1740 par Damour et Pradnel, de Paris, et Dufresne, d’Argentan. Baptiste Mauté réalisa également à cette date la chaire à prêcher, ainsi que le banc d’œuvre.

### L'incendie de 1786 et la Révolution
Les deux derniers abbés commendataires furent les abbés Jean-Baptiste-Antoine de Malherbe de Juvigny (1743-1771) et Mathieu-Jacques de Vermond (1771-1789). Puis le bénéfice de l’abbaye, qui représentait encore un revenu annuel de plus de 50 000 livres, fut rattaché à la cure de Saint-Louis de Versailles. De l’abbaye de Tiron ne dépendait plus alors qu’une dizaine de prieurés.
Dans la nuit du 22 au 23 novembre 1786, un incendie se déclara dans le magasin à charbon et détruisit l’aile ouest de l’abbaye, consumant plus de 2 000 volumes, ainsi que des peintures et des sculptures remarquables. Les réparations furent entreprises en 1788, mais l’adjudicataire mourut l’année suivante avant de les avoir achevées.
L’abbaye fut fermée en mai 1791. Le plomb, le fer et tous les objets de valeur qu’elle contenait furent ensuite pillés. Le collège subsiste jusqu’en 1793, et à sa disparition les indigents s’installèrent dans les bâtiments.
Le culte cessa dans l’église en juillet 1792. Cependant dom Leguay parvint encore à dire la messe dans la chapelle de la Vierge le 1er janvier 1793. Le 5 décembre de la même année, l’abbatiale servit de temple de la Raison, et la femme Debray, née Tasset, reçut les hommages des assistants, installée sur une montagne de mousse recouvrant le maître-autel.
Mise sous séquestre comme bien national, l’abbaye, ses dépendances et le jardin du collège furent adjugés à Étienne Taulé, ancien élève, puis professeur de musique au collège. Le général Desclozeaux, de Paris, acquit le collège et ses dépendances, où l’administration départementale s’était refusée à créer une école centrale de département, malgré la demande du conseil municipal écartée en 1796.
Taulé démolit ce qui restait de l’abbaye pour en vendre les matériaux, qui servirent à la construction de beaucoup de maisons du bourg. La destruction était achevée en 1810.
Desclozeaux pensait continuer à exploiter le collège avec l’aide des anciens professeurs, tant moines que laïcs, qui vivaient au moment de la fermeture et dont la plupart étaient restés dans le pays. Mais il fut trouvé mort, la gorge tranchée d’un coup de rasoir, le 2 novembre 1797, dans la maison Chevallier, où il était descendu. Le collège fut alors acheté (1803) par le notaire Bisson, ancien procureur fiscal des moines, pour le compte de son beau-frère Gallot. Mais Desclozeaux avait déjà aliéné le bûcher, la boulangerie et le cellier, ainsi que le logement des tailleurs et des domestiques chargés de la basse-cour.
En 1802, l’aile ouest du collège s’effondra et le portail d’honneur fut démoli. Le plomb qui recouvrait les voûtes et les contreforts ayant disparu pendant la Révolution, les basses-voûtes du nord de l’église, puis celles du sud, s’effondrèrent en 1804 et 1805, entraînant la chute des contreforts. Les piliers inutiles furent alors vendus, enfin le chœur lui-même s’effondra le 10 février 1817.

### Époque contemporaine

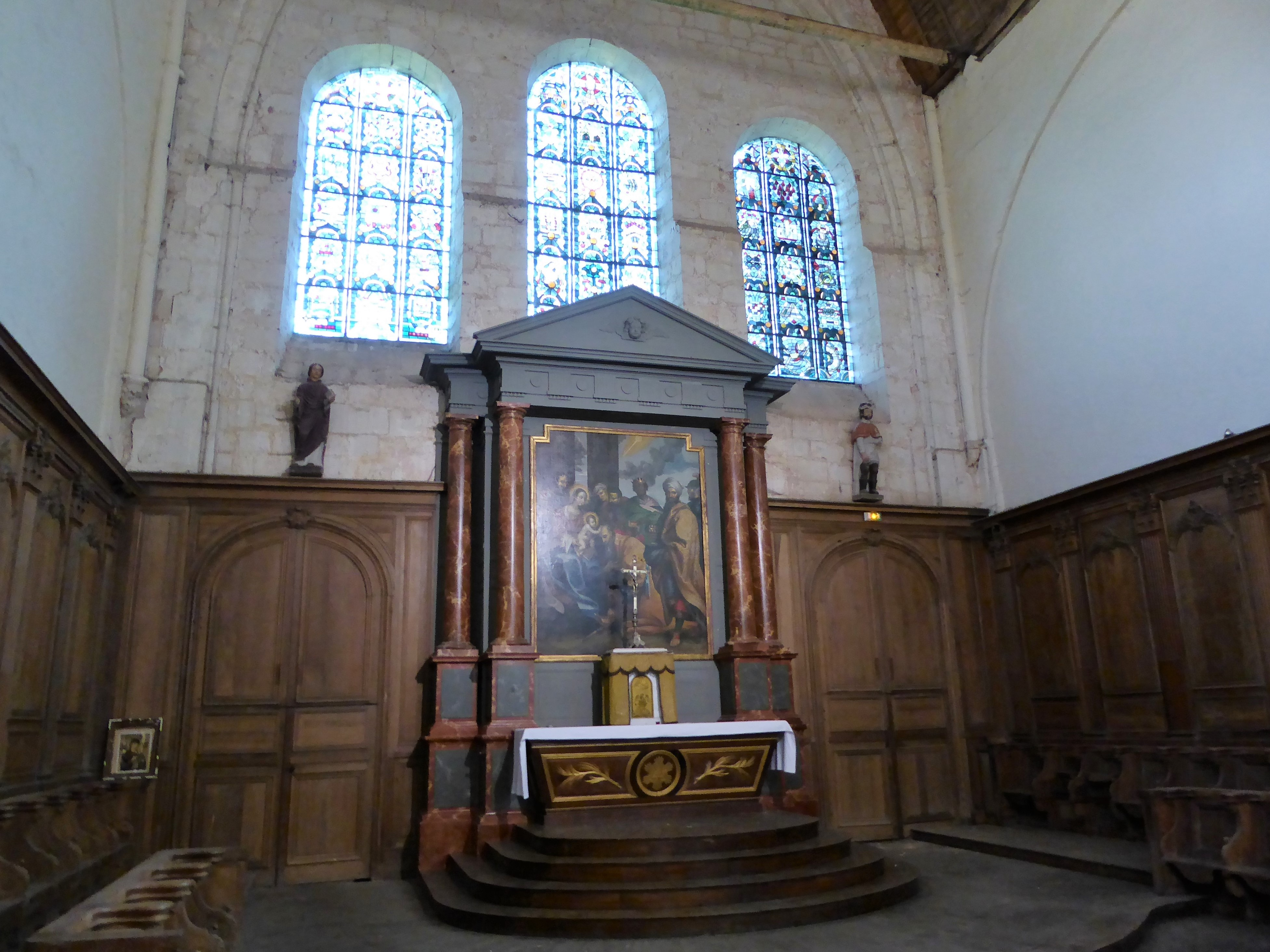
Le maître-autel, le tableau Adoration des mages et les stalles du chœur.

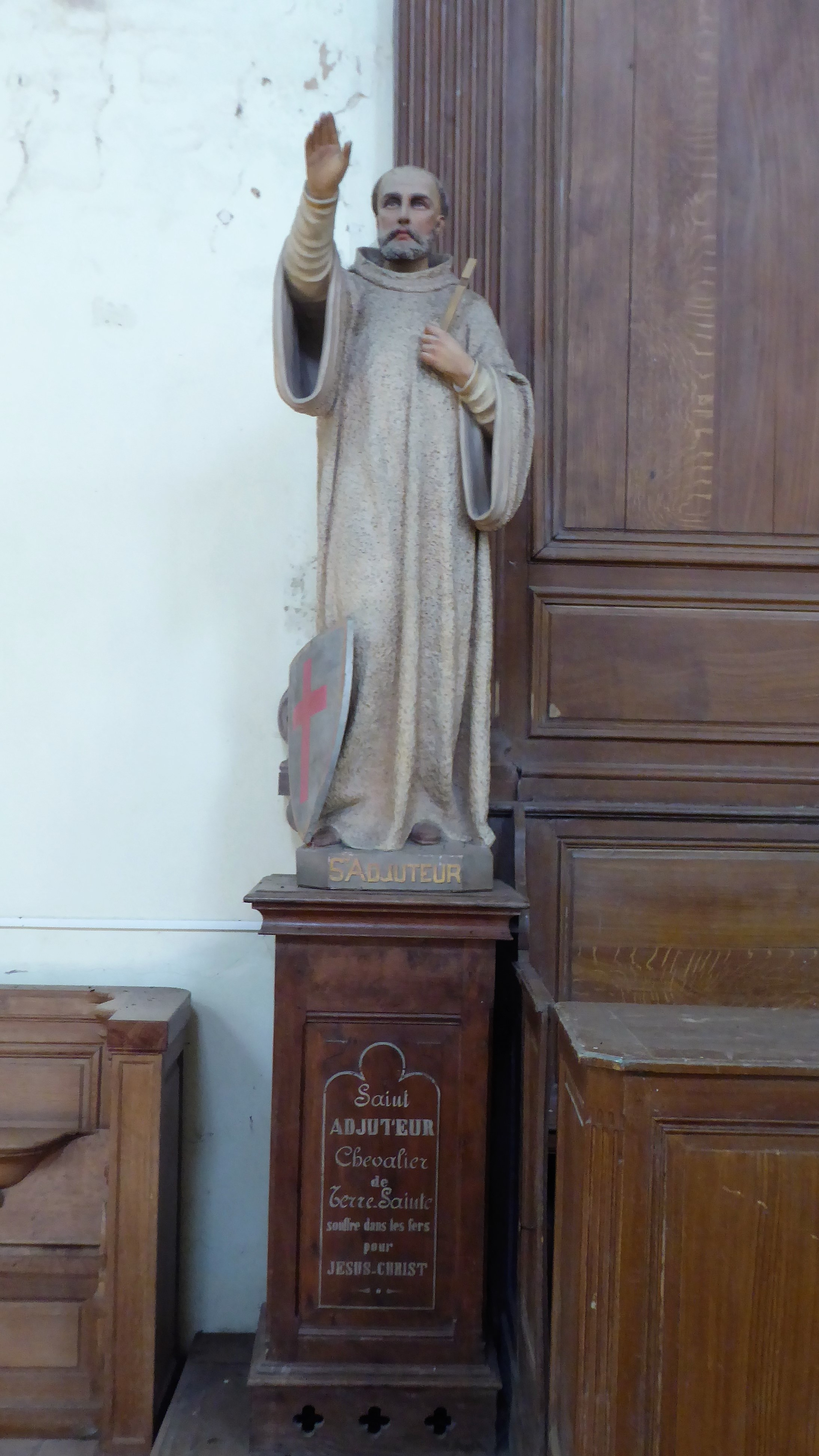
Saint Adjuteur.

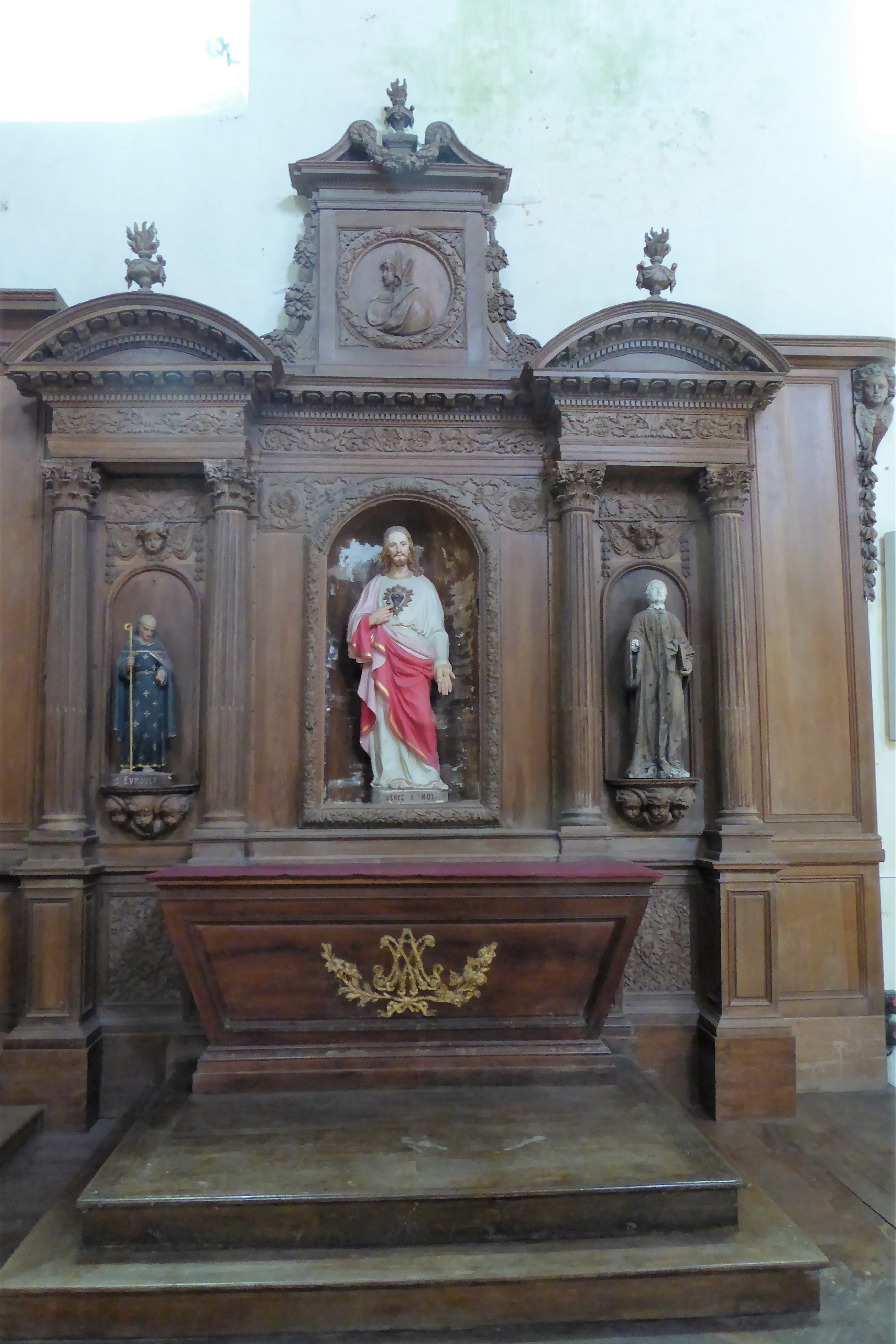
Autel et statues de Jésus-Christ et saint Évroult (mur sud).

On boucha alors l’ouverture béante et on y plaça le maître-autel actuel. En même temps que les portes qui conduisaient à la cirerie et au clocher qui étaient disposées de chaque côté, les deux autels placés à l’entrée de l’avant-chœur étaient adossés au mur et des restes de boiseries servaient à faire le banc-d’œuvre.
Deux des colonnes de marbre noir qui soutenaient la voûte du maître-autel furent encastrées de chaque côté de la porte du cloître préalablement bouchée.
Les stalles des moines, datant du XIIIe ou XIVe siècle, mutilées et privées de leur dossier par la chute du chœur, furent disposées de chaque côté de la nef, et les boiseries du XVIe siècle provenant de la cirerie gardées en lieux sûr.
En 1820, on plaça derrière le maître-autel le tableau de « l’Adoration des Mages », provenant de l’abbaye d’Arcisses, copie de celui existant à Tiron et qui était l’œuvre d’un grand maître.
La statue de la Vierge qui ornait la chapelle de congrégation des élèves du collège, au chevet de l’église, et qui avait été cachée à la Révolution par Durand, jardinier de l’abbaye, fut replacée dans l’église en février 1816.
En 1867, l’ex-voto offert à sainte Geneviève par de Prat, seigneur de Blainville, et qui se trouvait à Saint-Étienne-du-Mont, à Paris, fut apporté à Tiron.
En 1893, furent placées les statues modernes représentant saint Bernard et saint Adjutor, ce dernier, seigneur de Vernon, chevalier de Terre-Sainte, puis moine de Tiron, enfin prieur du monastère de Vernon, qu’il avait donné à l’abbaye de Tiron.
Les moines de Tiron sont encore représentés par l’abbaye de Caldey, dans l’île du même nom, au Pays de Galles. Les bénédictins anglicans qui s’y étaient installés, s’étant ralliés au catholicisme en 1913, et ayant embrassé l’observance de Mont-Cassin, sont actuellement à Prinknash
Depuis 1929, deux autres monastère de l’ordre de Tiron ont repris la vie monastique : en 1977, les Carmélites de Blois se sont installées dans l’antique prieuré de Molineuf, commune de Saint-Secondin, en 1979, à l’abbaye de Saint-Michel-des-Bois-Aubry, au sud de Tours, une communauté bénédictine orthodoxe a commencé à relever de prestigieuses ruines.
En 1929, l’abbaye et ses dépendances appartiennent à la famille de Mondésir, qui les a acquises de Taulé. Le collège est la propriété de M. Guillaumin, parent par alliance du notaire Bisson.
En 1983, l’abbaye et ses dépendances appartiennent à la famille de Pontbriand. Quant au collège, il est la propriété d'André Guillaumin, professeur au Muséum national d'histoire naturelle, jusqu'à sa mort en 1974, puis revient à sa fille Marie-Amélie Lombaerde. En juillet 2005, le conseil général d'Eure-et-Loir fait l'acquisition de l'ancien collège militaire, et le revend à l'animateur de télévision Stéphane Bern en février 2013.
Entre 2000 et 2001, des bénévoles de l'association Chantiers Histoire et Architecture Médiévales ont participé à un chantier de restauration de l'abbaye.
En 2014, dans le cadre du 900e anniversaire de la fondation de l'abbaye de Thiron-Gardais, la commune et l'association Ordre de Tiron ont réuni toutes les communautés des anciennes dépendances européennes pendant la pentecôte, du 6 au 8 juin.

## Architecture

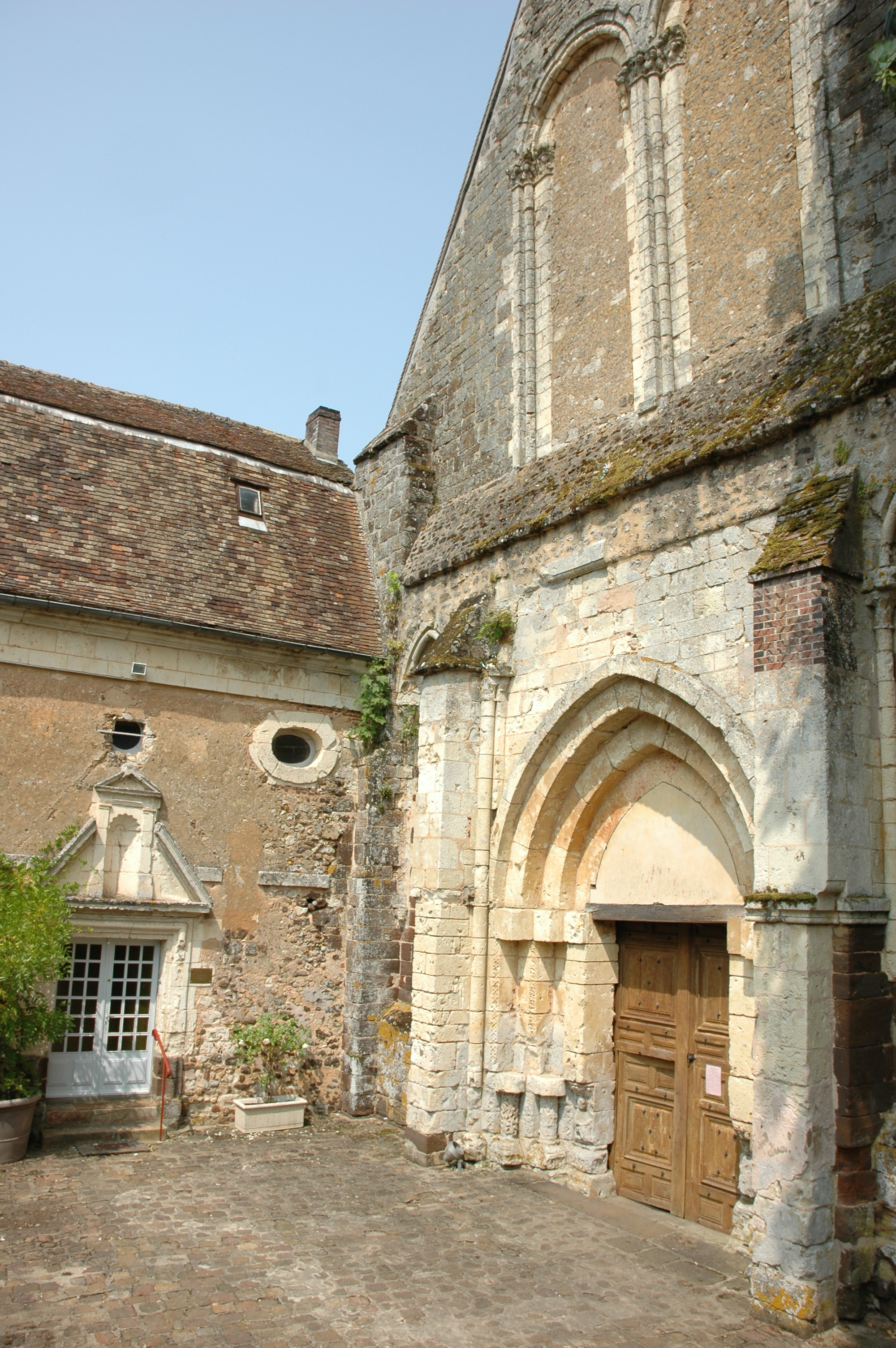
Portail d'entrée de l'église et maison du prieur.

### Église abbatiale
L'église abbatiale est classée monument historique en 1912.

#### L'entrée d'honneur

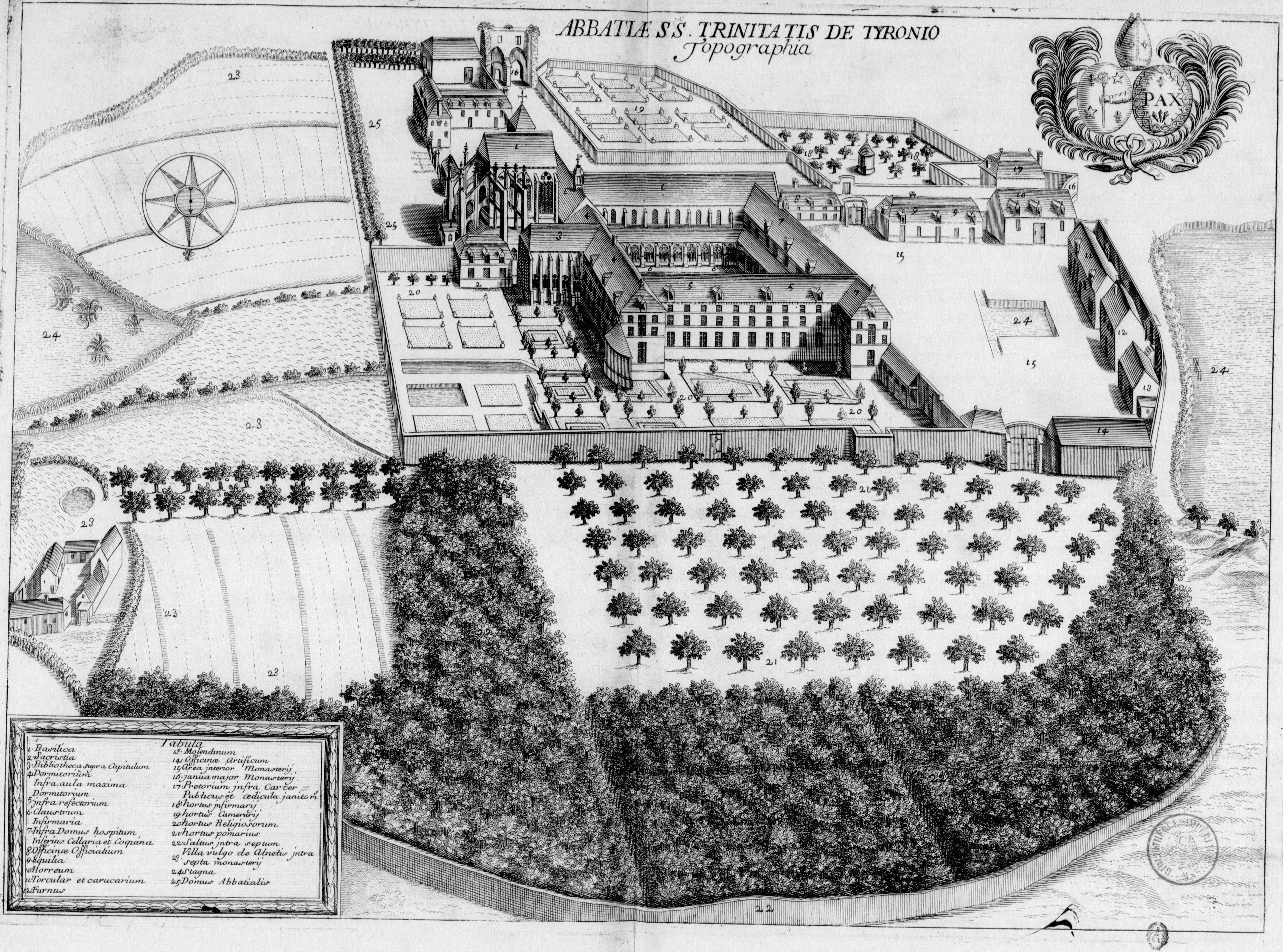
Gravure représentant l'abbaye (XVIIe siècle).

Le portail d’honneur de l’abbaye, encadré à l’ouest par le logement du portier de nuit et à l’est par celui du portier de jour, ouvrait sur la route de Gardais par une porte charretière et un portillon. Le marteau, d’un beau travail, était marqué d’un H sommé d’une couronne, rappelant sans doute un don d’Henri IV.
En longeant le collège et ses dépendances, puis la nef de l’église, on parvenait au portail de celle-ci.
L’ensemble de la construction est en grès dur d’Authou et en calcaire tendre de Giraumont et de Saint-Hilaire-des-Noyers, sauf le portail en calcaire dur donné par Foulques d’Anjou. La chaux nécessaire, offerte par Albert de Châteauneuf et Hugues de Senonches, fut cuite dans le parc et les tuiles, à la Tuilerie de Sainte-Anne, au bord de l’étang, qui ne cessa de fonctionner qu’en 1820.
Le portail actuel aurait remplacé la porte primitive sous l’abbé Geoffroy Laubier (1549-1550 ou 1551). Les ferrures ne portent cependant que la date de 1648.

#### La nef

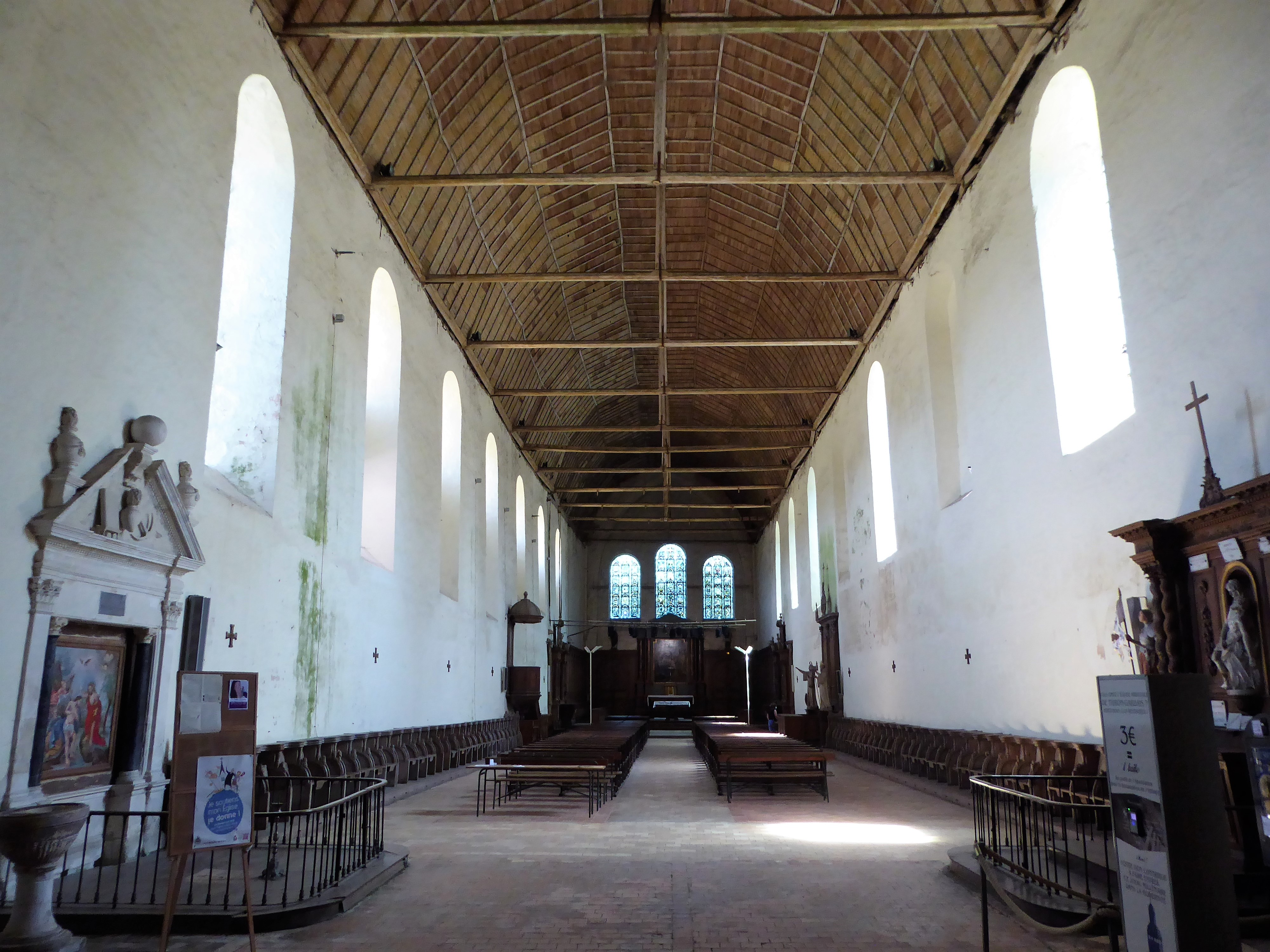
Nef vue du portail d'entrée.

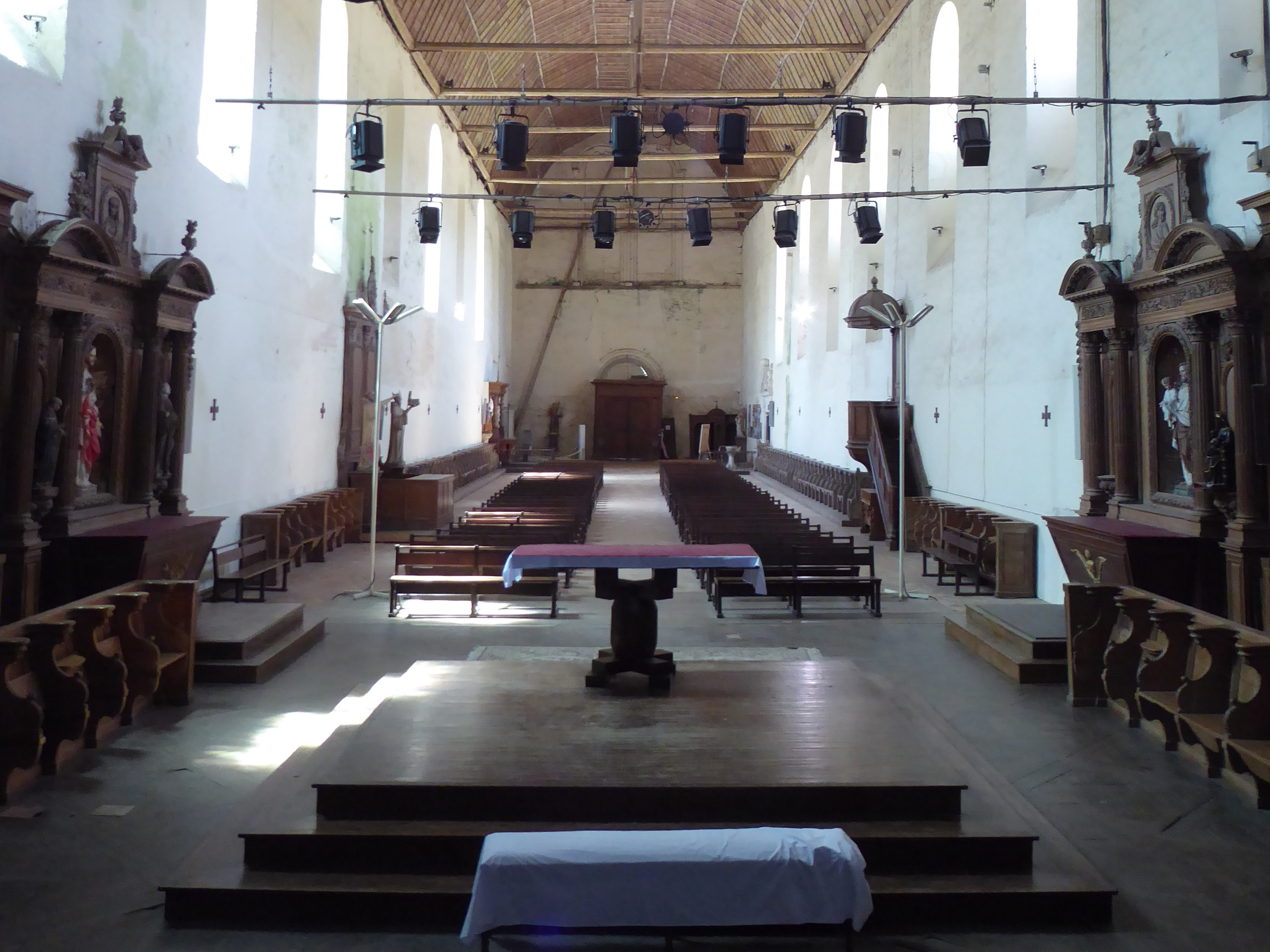
Nef vue du chœur.

L'abbatiale présente une vaste nef de 64 mètres de long sur 12 mètres de large et 21 mètres de haut, les murailles ont plus de 1,50 mètre d’épaisseur à la base.
Elle est éclairée par dix-huit fenêtres. En 1785, deux au nord et deux au sud furent complètement bouchées, puis, au nord, six partiellement. En 1804, les deux fenêtres du portail furent obstruées à leur tour.
La charpente, dont le lambris en berceau brisé est peint au pochoir, reçoit, en sous-face de la sous-faîtière, les armoiries des principaux bienfaiteurs de l’abbaye. Il y en avait 28 en 1601.
Après avoir été repeintes en 1865, il n’en restait plus que 23. La plupart sont d’une authenticité douteuse, certaines sont même évidemment fausses, comme celle attribuée à Geoffroy le Gros, qualifié d'abbé de Tiron, dignité qu’il n’a jamais portée.

#### Les anciens transepts
Les bras du transept, de même hauteur que la nef et mesurant 12 mètres de longueur sur 12 mètres de largeur, étaient garnis, au sud, de l’autel de Saint-Jean et au nord de celui de Saint-Adjutor. Ils étaient éclairés par deux rosaces garnies de verres de couleur.
Mutilés pendant les guerres de Religion, ils furent murés au moment de l’établissement du collège, et on n’y pénétrait plus que par deux petites portes qui se voient encore extérieurement. En 1740, ces murs furent recouverts de boiseries dues à Mauté et offertes par la duchesse d’Orléans, née princesse Palatine. Cet avant-chœur parqueté (chœur actuel) servait aux élèves, dont les stalles sont encore en place. Il était limité du côté de la nef par les autels de Saint-Pierre, à droite et de Saint-Paul, à gauche. Ceux-ci furent reportés le long du mur après la chute du chœur.

#### L'ancien chœur
Le chœur, mesurant 25 mètres de longueur sur 28 de largeur et 30 de hauteur sous la voûte, commençait à la double pierre tombale des Grimault (maître-autel). Il était éclairé de chaque côté par deux fenêtres ogivales à meneaux et au chevet par une rosace semi-circulaire, garnies de verres de couleur. Il était gothique et chaque clef de voûte était ornée d’un pendentif. Celui du milieu descendait de quatre mètres, il était finement fouillé et se terminait par deux chérubins soutenant la lampe du sanctuaire ; l’intérieur était creusé d’un escalier pour le service de la lampe.
Huit piliers surmontés de clochetons et autant d’arcs-boutants soutenaient le chœur. Une galerie en faisait le tour, à laquelle on accédait au moyen d’un escalier ménagé dans l’épaisseur de la muraille, qui est encore apparent.
Le chœur était séparé du déambulatoire ou basses-voûtes par des murs ornés d’une galerie à arcades trilobées à laquelle on accédait par l’escalier du clocher et dont une subsiste encore. Les stalles des moines, datant du XIIIe ou XIVe siècle, étaient adossées à ces murs. Au-dessus de la verrière semi-circulaire, entre les nervures de la voûte, se trouvait sculpté un médaillon représentant saint Bernard en prière devant la Vierge.
Le sol était recouvert de pavés de 11 centimètres, ornés d’arabesques de diverses couleurs.
Le maître-autel, dédié à la Sainte-Trinité, formait une chapelle gothique supportée par des colonnes de marbres de diverses couleurs d’incrustations, ornée de corniches et de chapiteaux avec cabochons de cristal taillé et portant : au milieu l’écu de saint Yves, à droite celui de Rotrou, à gauche celui de saint Bernard.
Deux colonnes de marbre noir ont été placées, depuis la chute du chœur, aux fonts baptismaux. Il en subsiste encore deux autres. L’autel était en bois sculpté et supportait le groupe de la Sainte-Trinité, brisé par les reîtres en 1562, réparé ensuite et pulvérisé par la chute du chœur en 1817.
Le tabernacle, en ébène, incrusté de nacre, formait un petit autel gothique, à colonnes et chapiteaux en métal doré, avec clochetons en verre de couleur. Derrière le maître-autel se trouvait le tableau de l’Adoration des Mages, d’une grande valeur. Il fut volé à la Révolution, et le tableau du maître-autel actuel n’en est qu’une copie provenant de l’abbaye d’Arcisses.

#### Les basses-voûtes
Les basses-voûtes entouraient le sanctuaire : on y pénétrait par les deux grandes portes qui sont actuellement de chaque côté du maître-autel, mais faisait alors suite aux boiseries de l’avant chœur. Au nord, on rencontrait d’abord la cirerie ou petite sacristie à plein cintre, ornée de boiseries du XVIe siècle, puis les chapelles gothiques du Crucifix, celles de saint Martin, de saint Éloi et de saint Louis.
Au chevet, dépassant les trois mètres et doublement voûtée, celle de la Vierge, puis celle de saint Agapet et sainte Anne, de Vincent, de saint Benoît. On se retrouvait alors sous le clocher, en pendant à la cirerie. Chaque chapelle était éclairée par une fenêtre ornée d’une verrière représentant le saint auquel elle était dédiée. La chapelle de la Vierge, ornée d’une Vierge en bois, du XVIIIe siècle, actuellement dans l’église, servait de siège à une congrégation du Saint-Enfant-Jésus, instituée parmi les élèves du collège en 1651, et était éclairée par une verrière que ces élèves avaient fait poser à leurs frais.

#### Le clocher

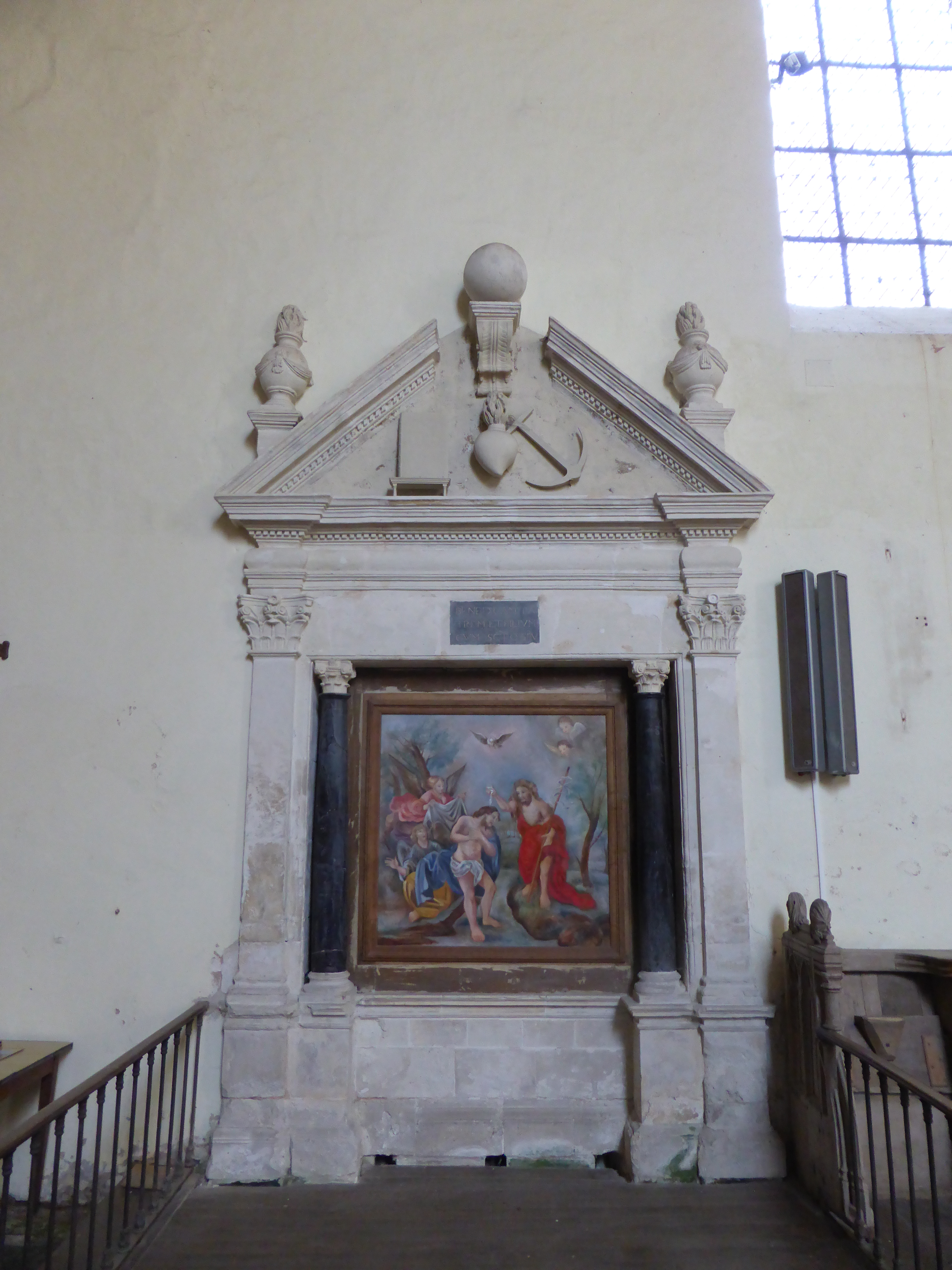
Ancienne porte vers le cloître.

Le clocher, contemporain de la nef de l’église, était primitivement percé de deux ouvertures en plein cintre dans chaque face et couvert d’un toit en tuiles à quatre pans. Le dôme octogonal actuel a été construit vers 1691, grâce à un don d’un abbé Bigot, qui s’était retiré à l’abbaye. Il renferme une cloche datant de 1739, la plus grosse de celles qui existaient du temps des moines, et une autre plus petite ayant servi de timbre à une horloge sans cadran.
La grande sacristie s’ouvrait dans la chapelle de Saint-Éloi et Saint-Louis. On passait de l’église dans le collège par une porte s’ouvrant dans les basses-voûtes, sous le clocher, et dans le monastère par la porte s’ouvrant de la cirerie dans le chapitre et par celle débouchant du bas de l’église dans le cloître (fonts baptismaux actuels), surmontée de l’inscription :

« BENEDICAM’ PA - TREM ET FILIUM - CUM SCTO - SPV 1634 »

Cette porte a été bouchée en 1805 et celle du collège en 1807. Le bénitier de celle-ci est encore visible dans le mur.

### Bâtiments conventuels
La grange, où l’on remisait les chariots et où l’on conservait, à l’étage, les grains provenant de la dîme, existe encore, mais la guérite du portier a été détruite en 1858. Les portes charretières ont été enlevées, les gros clous à tête carrée qui s’y trouvaient ont été conservés.
Adossés à la levée de l’étang, on trouvait : le laboratoire ou pharmacie, servant aussi de logement au médecin - ce bâtiment existe encore, légèrement modifié en 1844 -, le moulin, qui n’a cessé de fonctionner qu’en 1897 et la boulangerie, salle voûtée supportée par un gros pilier et dont l’étage servait de grenier à farine.
Entre le moulin et la boulangerie, un escalier menait au portillon qui donne sur la levée de l’étang.
L’emplacement du pressoir banal, où l’on était tenu d’écraser ses pommes moyennant un droit de 40 litres par motte de marc, de la vacherie, de l’écurie et de la porcherie subsiste encore, mais ces bâtiments ont été partiellement démolis ou remaniés en 1820, 1827, 1865 et 1872.
Le garde en chef des propriétés du monastère habitait un local qui avait entièrement servi de tribunal et de prison et qui a été surélevé. Un portillon situé à côté permettait de gagner un petit pavillon carré, qui subsiste encore, d’où l’on pouvait surveiller l’étang et ses abords.
Au milieu de l’abreuvoir situé en face des écuries et étables, se trouvait le réservoir à poissons dont le fond mobile s’élevait au moyen d’une vis de pressoir en bois.
Enfin, le colombier, qui existe toujours, flanquait la porte Bourbon. Les pestiférés et les non catholiques décédés dans l’enceinte de l’abbaye étaient inhumés dans l’ancien jardin du Père Camérier, quelque peu diminué. Leurs tombes, retrouvées en 1844, ne portaient ni croix, ni nom, mais seulement une date sur une borne.
Différents personnages furent inhumés dans l’église et des tombes ont été retrouvées le long du mur sud, à l’extérieur.

### Cloître
De l’église on pouvait donc gagner l’abbaye par la porte de la cirerie et par l’entrée du cloître au bas de l’église. Mais l’entrée d’honneur se trouvait entre le portail de l’église et la demeure du Père Prieur. On pouvait passer avec des voitures entre le jardin du Père Prieur et le colombier par une porte, dite de Bourbon surmontée d’un petit pigeonnier. Elle disparut en 1836.
Le vestibule ouest de l’abbaye formait une grande salle d’environ 11 mètres sur 8,50, garnie de vingt stalles d’un travail remarquable. Au premier étaient conservées les archives du monastère, et le tout était surmonté d’un clocheton. Entre le vestibule et l’église, se trouvait le cellier avec, au-dessus, l’infirmerie des moines. En pendant du cellier, se voyait la salle à manger des hôtes et celle des domestiques de l’abbaye, avec, au-dessus, la chambre des hôtes et leur infirmerie. Dans cette dernière trouvaient place non seulement les hôtes tombés malades pendant leur séjour à l’abbaye, mais toute personne, homme ou femme, qui venait se faire soigner. Dans les lits, les malades étaient séparés par des planches mobiles. À leur sortie on les habillait à neuf et on leur remettait un écu de 6 livres.
La cuisine occupait l’angle nord-ouest du monastère. La voûte en plein cintre en était soutenue par un gros pilier central. Le côté ouest était occupé par une immense cheminée et par un réservoir alimenté par la fontaine Saint-Bernard, dont l’eau était amenée au moyen de tuyaux de poterie et dont le trop-plein se déversait dans la rivière. Au-dessous de la cuisine était creusé un caveau garde-manger et au-dessus se trouvait le magasin à charbon où prit naissance l’incendie qui, en 1786, consuma toute l’aile ouest du monastère.
Le réfectoire faisait suite à la cuisine. Les tables formaient un fer à cheval dont le centre était occupé par la table du Père Prieur, ayant à sa droite les étrangers de marque. Les murs étaient garnis de quatorze tableaux, dont un saint Martin de très grande valeur. Ce réfectoire disparut en 1802. À la suite se trouvait le chauffoir commun, ayant une porte sur le jardin et chauffé par six cheminées ; il fut démoli en 1801.
Les ateliers de menuiserie et de sculpture, de peinture et de ciselure, d’écriture et de reliure allaient jusqu’au vestibule est. Ils renfermaient une soixantaine de portraits d’abbés, d’abbesses d’Arcisses, de seigneurs du pays, des statues, et quantité d’autres objets d’art. Le tableau actuel du maître-autel, les anciennes stalles des moines, les boiseries de la cirerie, les statues de saint Benoît et de sainte Scolastique, autrefois à l’abbaye d’Arcisses, et dans l’église de Margon depuis 1801, prouvent la valeur artistique du travail des moines. Les ateliers furent démolis en 1803. Le vestibule est formait un musée d’armes anciennes. On y conservait en outre, dans deux grands meubles, les armoiries des abbayes, des prieurés et des seigneuries qu’on suspendait au-dessus de la tête des titulaires lors des cérémonies. Il fut détruit en 1805.
Les cellules des moines occupaient tout le premier étage, depuis la cuisine jusqu’au chapitre. Celui-ci, qui depuis les guerres de religion était installé dans le transept nord de l’église, subsista jusqu’en 1810. Le cloître formait une colonnade ogivale dont les restes se voient encore endossés au mur nord de l’église. Il était interdit à toute personne étrangère à la communauté. Les moines étaient enterrés au milieu, sur quatre rangs, autour d’un calvaire de pierre du XVIe siècle dont le Christ passait pour une merveille.
Dans l’angle du chapitre et du chœur, se trouvait la petite chapelle de saint Bernard, ne mesurant que 2 mètres sur 1 mètre, fermée par une grille glissant dans la pierre et se remontant au moyen d’une poulie. Les vestiges étaient encore visibles en 1850. Un peu plus loin, mais ne touchant pas à l’église, la chapelle Saint-Jean marquait l’emplacement du chapitre bâti par Jean II de Chartres. La pierre de ce dernier fut retrouvée en 1840.

### Jardins
Dans les jardins de l’abbaye, où chaque religieux cultivait un petit carré de fleurs ou d’arbustes, on rencontrait une volière, détruite en 1841, et la maison de l’oiseleur, démolie vers 1815. Un vivier alimenté par la rivière canalisée sous terre presque dès sa sortie de l’étang et, le long du mur nord, une terrasse surélevée de deux mètres, plantée d’arbres fruitiers en plein vent et en espalier.
Ouvert depuis 2003 à la visite de Pâques à la Toussaint, les jardins de l'abbaye de Tiron sont un des lieux remarquables du réseau des sites touristiques du Perche. Aménagés au début des années 2000 dans le parc de 4 hectares au pied de l'église abbatiale, c'est une création contemporaine d'inspiration médiévale.
Les jardins thématiques de l'abbaye offrent une succession de dix jardins abordant les thèmes de la vie monastique et illustrant l'histoire de l'abbaye : le jardin des simples, le potager gourmand, le jardin des aromates, la jachère fleurie, l'allée des tilleuls et des rhododendrons parfumés, le vivier des moines, l'allée aux roses, la terrasse fruitière ou le jardin des couleurs offrent une balade sensorielle et méditative.
En 2018, le tilleul à petites feuilles de la Révolution est labellisé « Arbre remarquable de France ».

Les jardins de l'abbaye
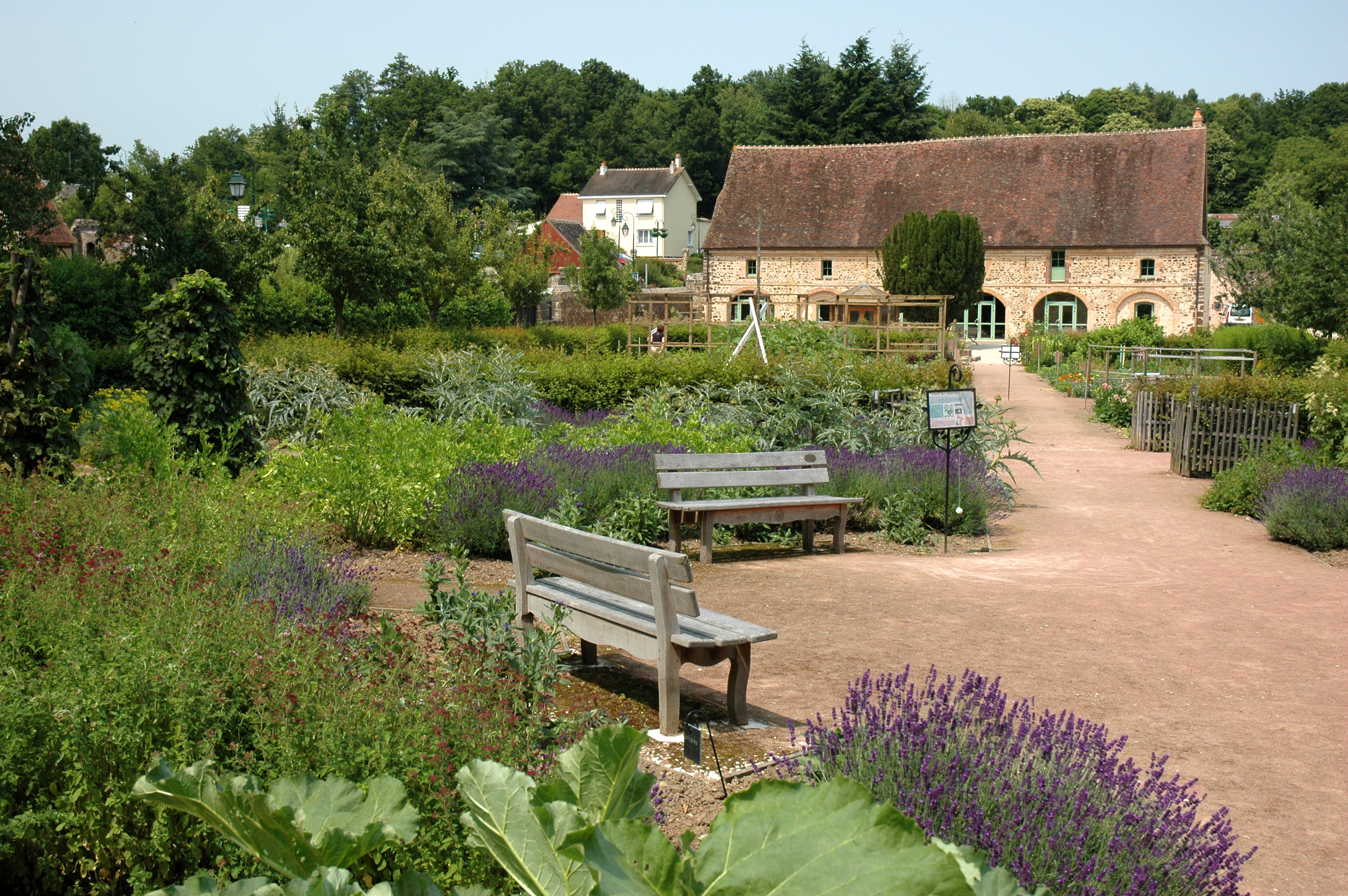
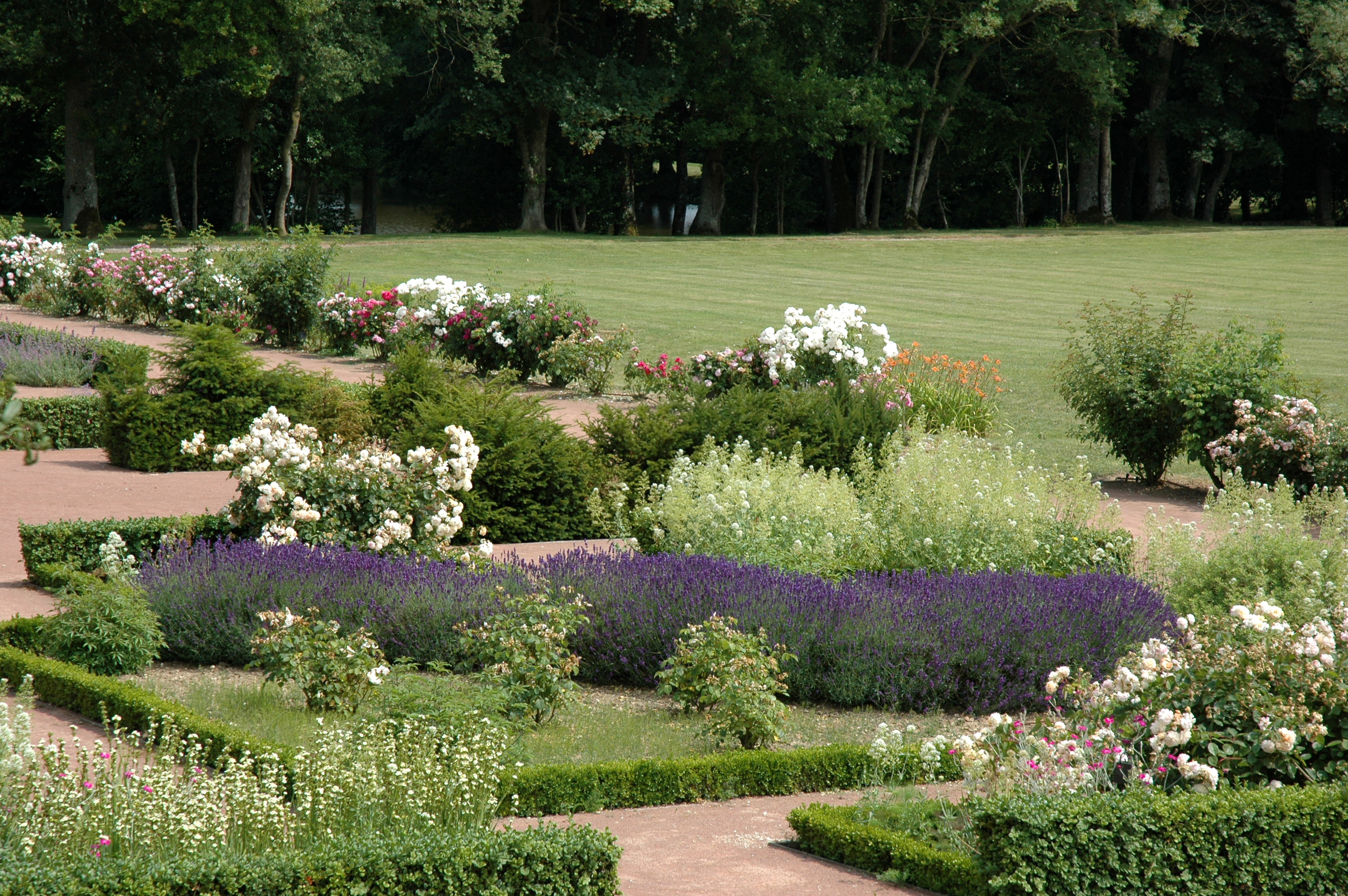
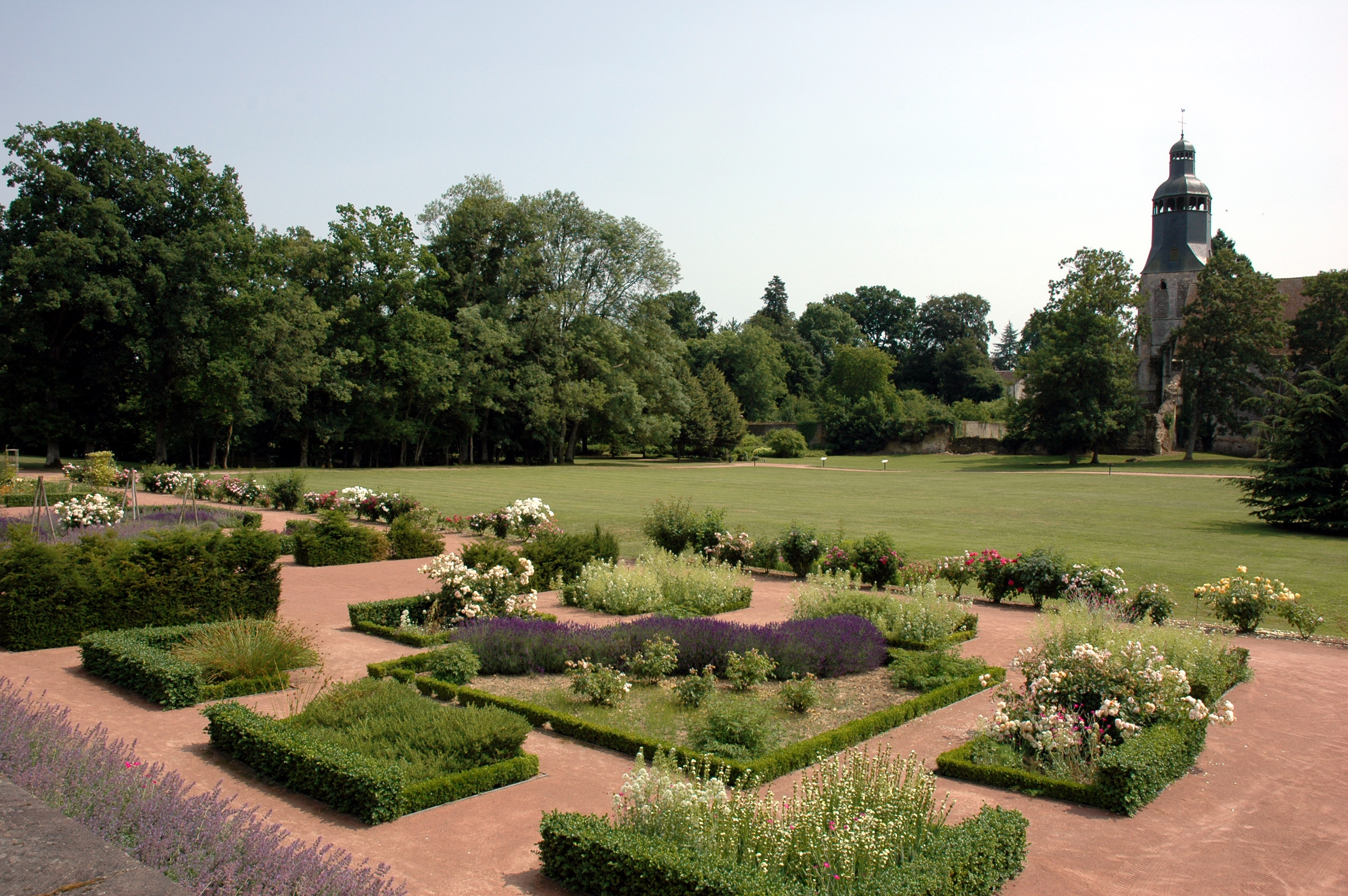
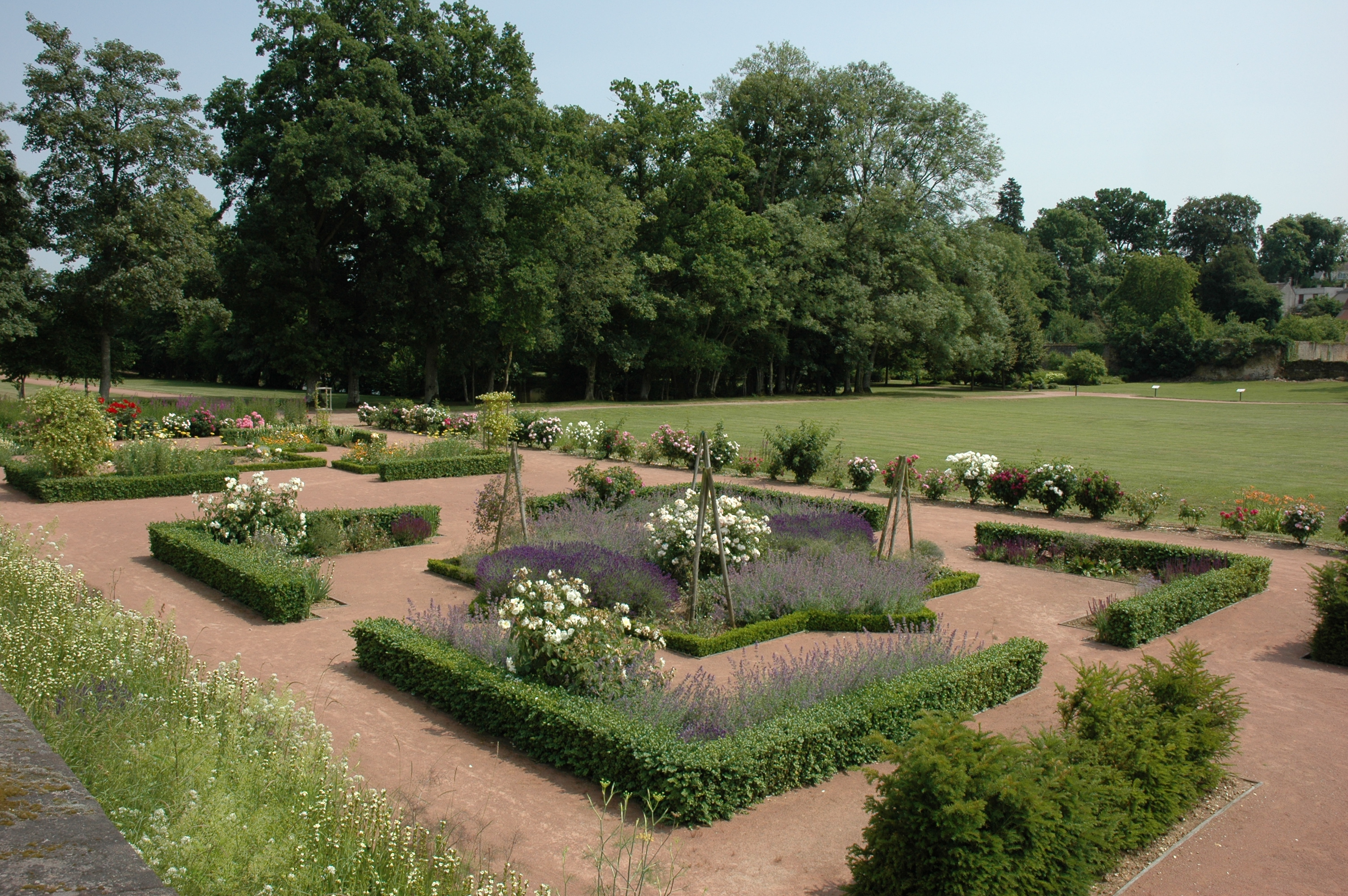

## Renart le goupil, moine de l'ordre de Tiron
L’abbaye de Tiron fournit le décor de plusieurs chapitres du Roman de Renart, satire de la vie monastique rédigée en partie par Pierre de Saint-Cloud entre 1174 et 1250. Ainsi, la huitième aventure de maître Renart et d'Ysengrin son compère est ainsi présentée :
« Où l’on voit comment Ysengrin eut envie de se convertir, et comme il fut ordonné moine de l’abbaye de Tyron »

Pour échapper à ses ennemis, Renart le goupil fait moine de Tiron le pauvre Ysengrin et vit à l’abri de la solide forteresse aux portes bien gardées. À Noël, il y savoure les anguilles, tanches et barbeaux pêchés dans les étangs poissonneux, qu’on sort du vivier à l’aide d’un seau, par un trou creusé dans la glace.
Le texte permet de reconstituer sa recette de Noël : saler les bacons, placer les côtelettes sur les charbons ardents et les retourner de temps à autre. Écorcher anguilles, tanches ou barbeaux, les tailler, les étendre sur des tablettes de coudrier, les poser doucement sur la braise. Chaque tronçon doit être parfaitement grillé.

## Armoiries
D’azur à la crosse d’abbé d’or tenue par un dextrochères de carnation mouvant du flanc senestre, accostée de deux fleurs de lys aussi d’or rangées en bande et de deux étoiles du même rangées en barre.